# Luci Porci Licí (cònsol)
Luci Porci Licí (en llatí Lucius Porcius Licinus) va ser un magistrat romà fill de Lucius Porcius Licinus. Formava part de la gens Pòrcia, una gens romana d'origen plebeu.
Va ser pretor l'any 193 aC i va rebre l'illa de Sardenya com a província. Va aspirar al consolat i es va presentar a diversos comicis. Derrotat algunes vegades, a la llarga va obtenir el càrrec el 184 aC, quan va tenir com a col·lega a Publi Claudi Pulcre i junts van fer la guerra als lígurs.